# Gracilaria confectella
Gracilaria confectella là một loài bướm đêm thuộc họ Gracillariidae. Loài này có ở Úc.

## Phân loại
The present taxonomic status of this species is unknown, Đây là known đến be misplaced trong Gracilaria genus, but has not been assigned đến another genus yet.